# Vampirismo (literatura)

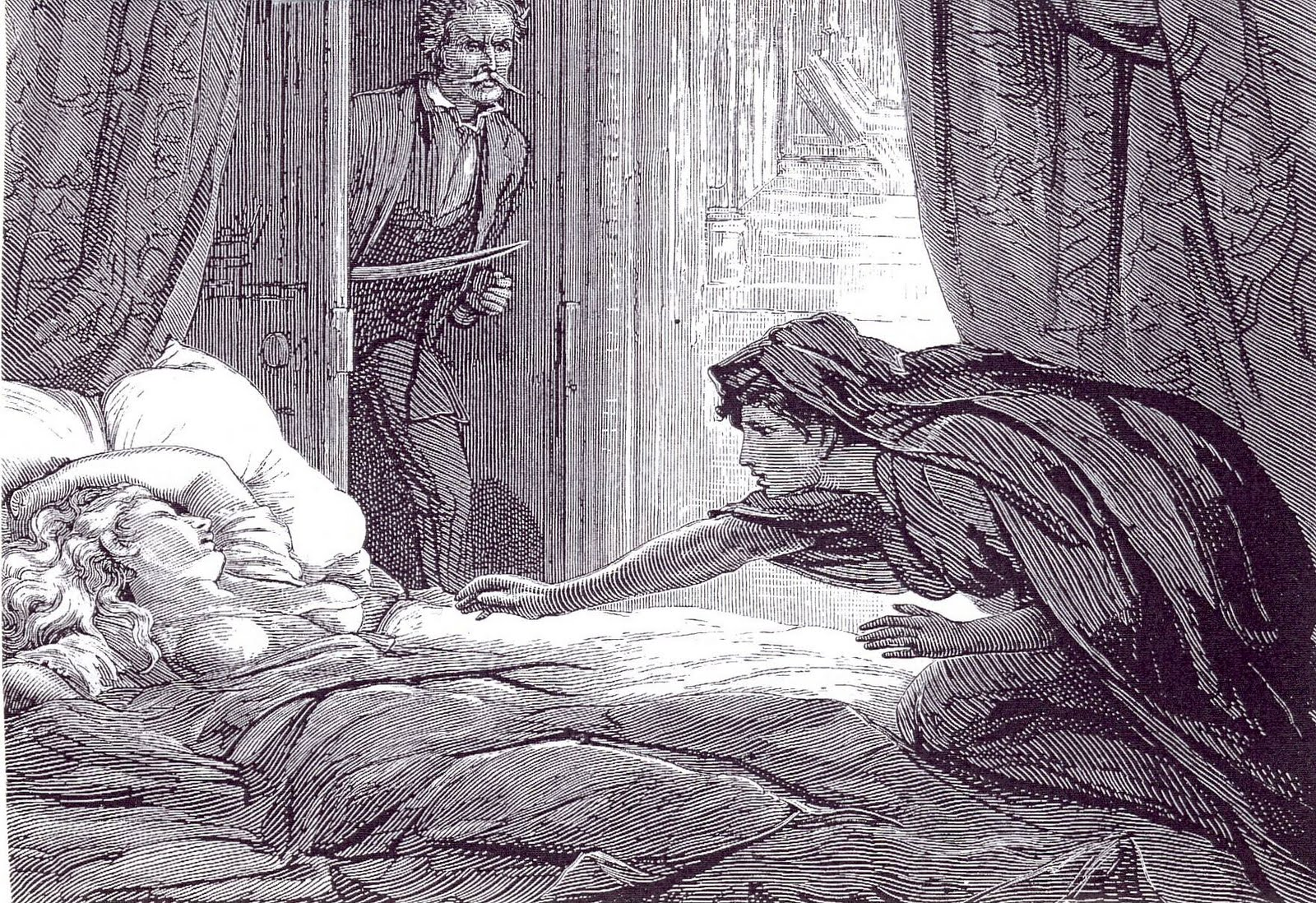
Obra artística baseada no romance Carmilla, uma das primeiras e mais influentes criações feitas a partir do vampirismo.

O vampirismo, na literatura moderna, estende-se sobre o espectro de obras literárias ficcionais produzidas a partir da concepção da existência de vampiros. O estudo de culturas totalmente distintas aponta para a existência de mitos vampirescos até mesmo no período pré-histórico e o faz surgir na literatura no início do século XIX. O vampirismo tornou-se, então, um dos símbolos do movimento gótico, tanto na literatura, quanto em outros aspectos culturais.
A ficção gótica, geralmente equivalente ao vampirismo, teve como introdução na literatura publicações como The Vampyre, de Polidori e, também, Carmilla. Posteriormente o vampirismo tornou-se uma franquia cultural, com a publicação de séries literárias como The Vampire Chronicles, nos anos 1970 e romances adolescentes como Twilight, em 2006.